# Władimir Uniszewski
Władimir Iosifowicz Uniszewski, ros. Владимир Иосифович Унишевский (ur. 23 czerwca 1911, zm. 29 lipca 1944 w Hanowerze) – radziecki pilot wojskowy (porucznik), emigracyjny pisarz, szef sztabu 1 Wschodniej Eskadry Lotniczej podczas II wojny światowej.
W okresie międzywojennym służył w Armii Czerwonej. Był lotnikiem wojskowym w Leningradzkim Okręgu Wojskowym. Doszedł do stopnia porucznika. Latem 1937 r. został aresztowany przez NKWD. Po wypuszczeniu na wolność objął funkcję kierownika aeroklubu w Łudze. W poł. lutego 1938 r. na samolocie U-2 zbiegł do Estonii. W 1939 r. Berlinie pod tytułem „Wettlauf mit der GPU”, zaś w 1940 r. w Sofii pod tytułem „Воспоминания советского летчика” zostały opublikowane jego wspomnienia. Po ataku wojsk niemieckich na ZSRR 22 czerwca 1941 r., podjął współpracę z Niemcami. W grudniu 1943 r. został w stopniu kapitana Luftwaffe szefem sztabu 1 Wschodniej Eskadry Lotniczej. Zginął 29 lipca 1944 r. w katastrofie lotniczej w Hanowerze. Według części źródeł w jego śmierć zaangażowani byli Niemcy.